# لا فالدا
لا فالدا (به اسپانیایی: La Falda) یک منطقهٔ مسکونی در آرژانتین است که در Punilla Department واقع شده‌است. لا فالدا ۳۶٬۲۰۲ نفر جمعیت دارد و ۹۳۴ متر بالاتر از سطح دریا واقع شده‌است.